# ナターシャ・オスモクロビッチ
ナターシャ・オスモクロビッチ（Nataša Osmokrović、1976年5月27日 - ）は、クロアチアの元女子バレーボール選手。元クロアチア代表。

## 来歴
ザグレブ出身。1994年にクロアチア代表に初選出され、翌年のワールドカップに出場。1994-1995年シーズンには日本の久光製薬で、1995-1996シーズンはイトーヨーカドーでプレーしていた。
代表ではバーバラ・イエリッチとともに1990年代後半のクロアチア躍進の原動力となった。このとき、ナターシャ・レトの名前でプレーしていた。欧州選手権では1997年と1999年で銀メダルを獲得した。1998年の世界選手権、ワールドカップに出場した。
2000年6月のシドニー五輪世界最終予選では初のオリンピック出場権獲得に大きく貢献した。同年9月のシドニー五輪に出場し、7位となった。
その後は代表から離れ世界各国のクラブチームを渡り歩き、2007-2008シーズンは欧州チャンピオンズリーグでベストレシーバー賞を受賞した。2009年にトルコリーグの強豪フェネルバフチェに移籍し、ガモワ、ナズらとチームメイトであった。
2011-2012シーズンからはアゼルバイジャンリーグの強豪ラビタ・バクーに移籍した。2011年の世界クラブ選手権で優勝に大きく貢献し、大会MVP、ベストスコアラー賞、ベストスパイカー賞、ベストレシーバー賞を受賞した。
2012-2013シーズンはロシアリーグのディナモ・モスクワへ、2013-2014シーズンはVBCチューリッヒでプレーした。VBCチューリッヒでは佐野優子とチームメイトであった。

## 球歴
- 世界選手権 - 1998年（6位）
- ワールドカップ - 1995年（4位）、1999年（8位）
- オリンピック - 2000年（7位）
- 欧州選手権 - 1997年（2位）、1999年（2位）

## 所属クラブ
- 久光製薬スプリングス（1994-1995年）
- イトーヨーカドープリオール （1995-1996年）
- Mladost Zagreb（1997-1998年）
- オザスコ（1998-1999年）
- Centro Ester Pallavolo Naples（1999-2000年）
- Vasco De Gama（2000-2001年）
- Virtus Reggio de Calabre（2001年）
- AGILバレー（2001-2002年）
- キエーリ（2003-2004年）
- Création de Tortolì （2004-2005年）
- アシステル・ノヴァーラ（2005-2009年）
- フェネルバフチェ・ユニバーサル（2009-2011年）
- ラビタ・バクー（2011-2012年）
- ディナモ・モスクワ（2012-2013年）
- VBC Voléro Zurich（2013-2014年）